# Tinjery

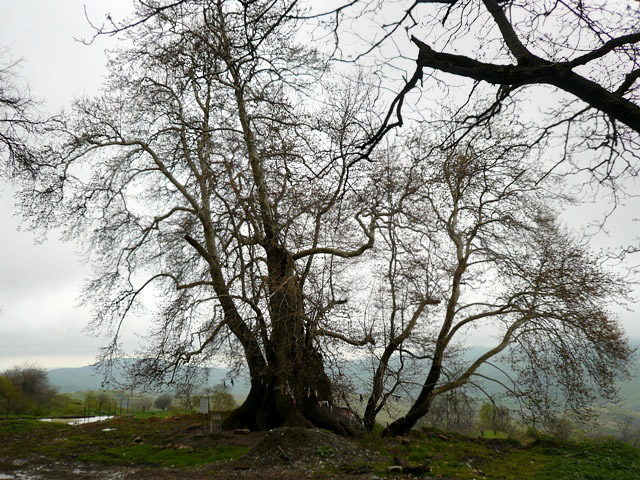
Afbeelding van Tindjery

Tinjery (Armeens: Տնջրի - təndʒə'ri) is een meer dan 2000 jaar oude oosterse plataan in een weide nabij het Azerbeidzjaanse dorp Schtorasjen, gelegen in het voormalige gewest Martoeni van Nagorno-Karabach.
Tinjery heeft een hoogte van 54 meter en de boomstam heeft een omtrek van 27 meter bij de basis. Er zit een holte in de boom met een oppervlakte van 44 m², waar meer dan 100 mensen tegelijk in kunnen. In de jaren 1980 werd Tindjery gecertificeerd als de hoogste en oudste boom van de toenmalige Sovjet-Unie. Met haar grootte overtreft Tindjery de reuzenbomen van het eiland Kos in de Egeïsche Zee en die van het Firuzdal bij Asjchabad.
Bij de boom ontspringt een waterbron die de boom van water voorziet. In het verleden haalden landarbeiders er drinkwater en iets verderop was het water de krachtbron voor een watermolen.

## Afbeeldingen

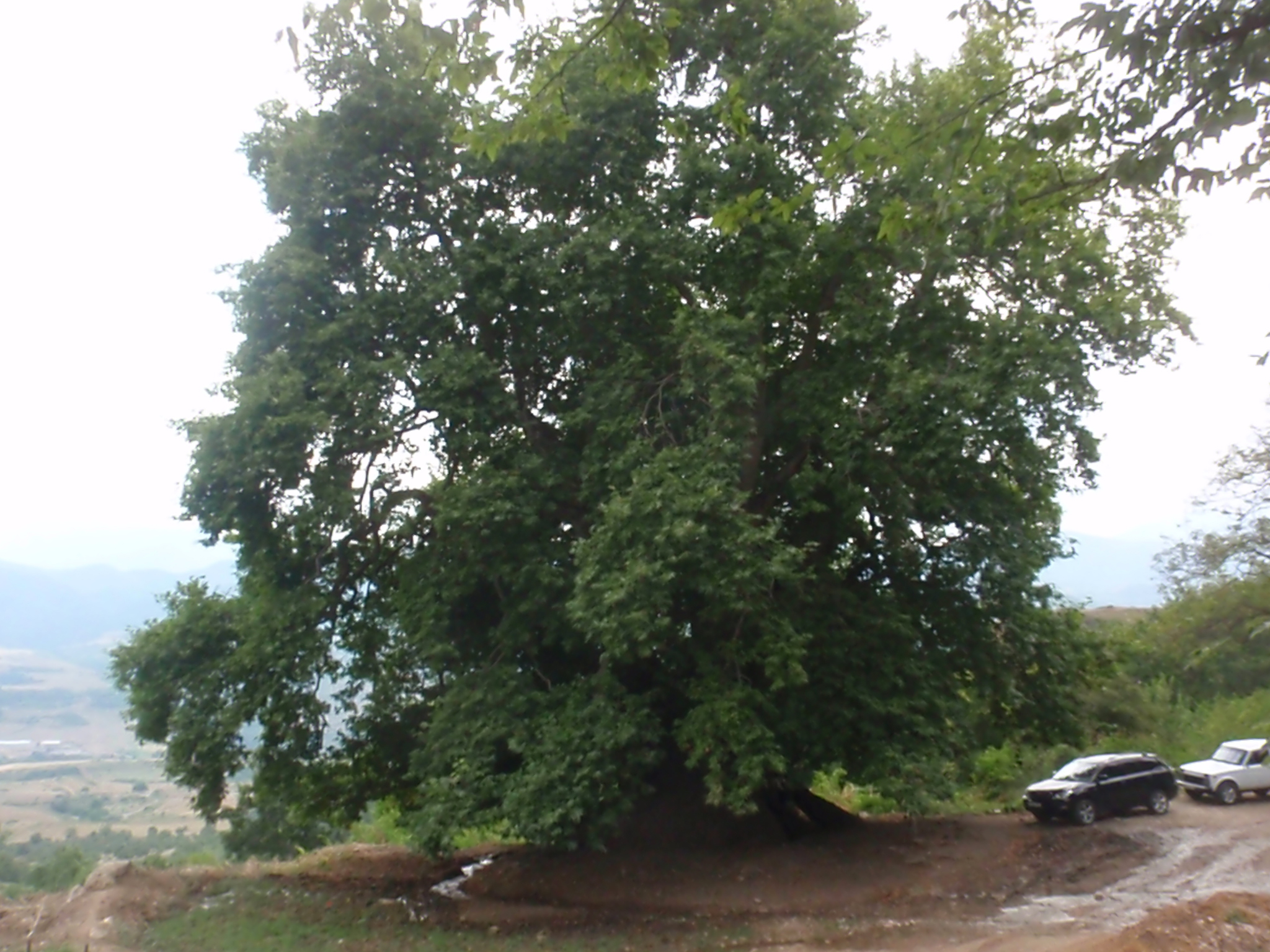
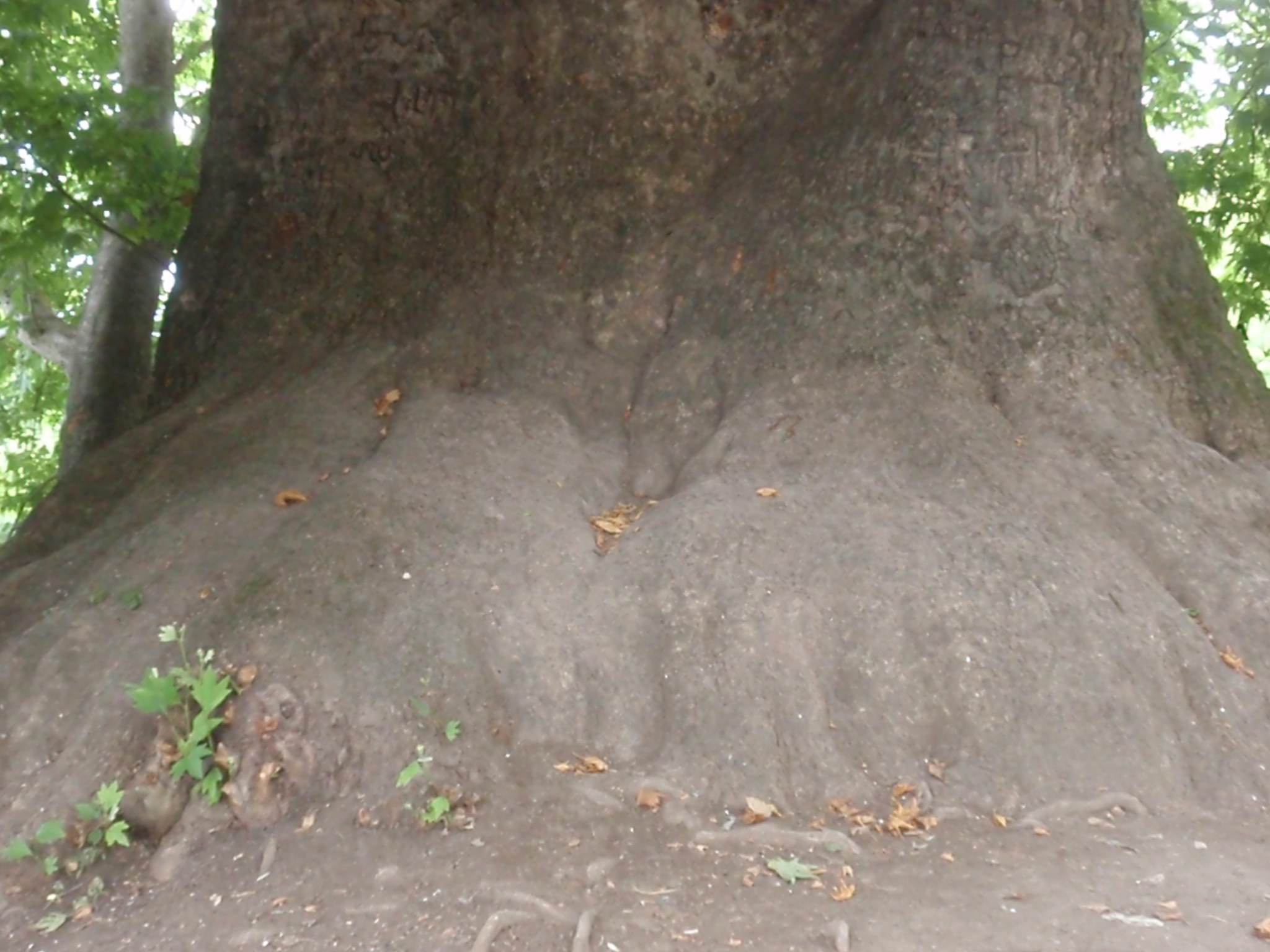
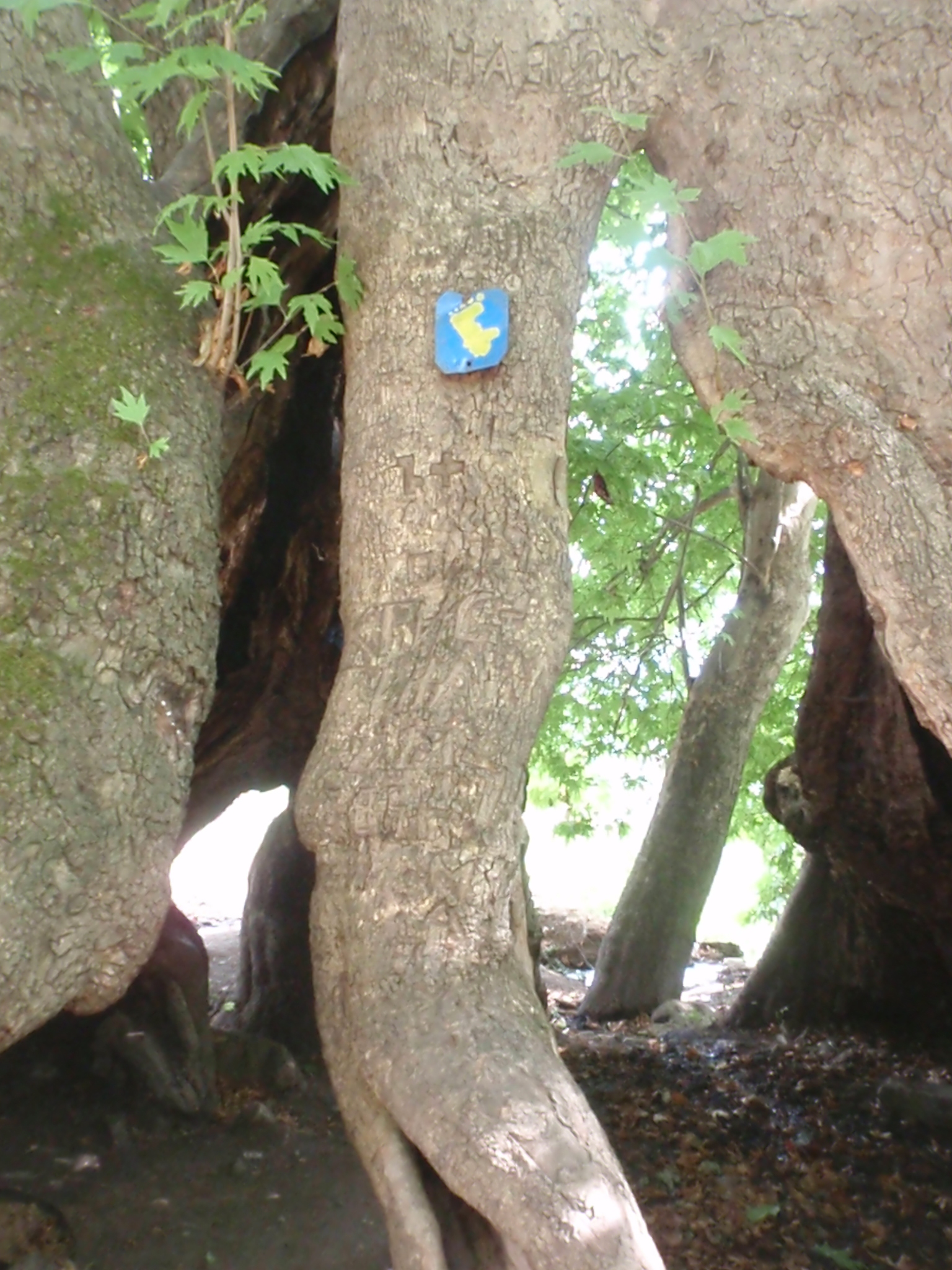
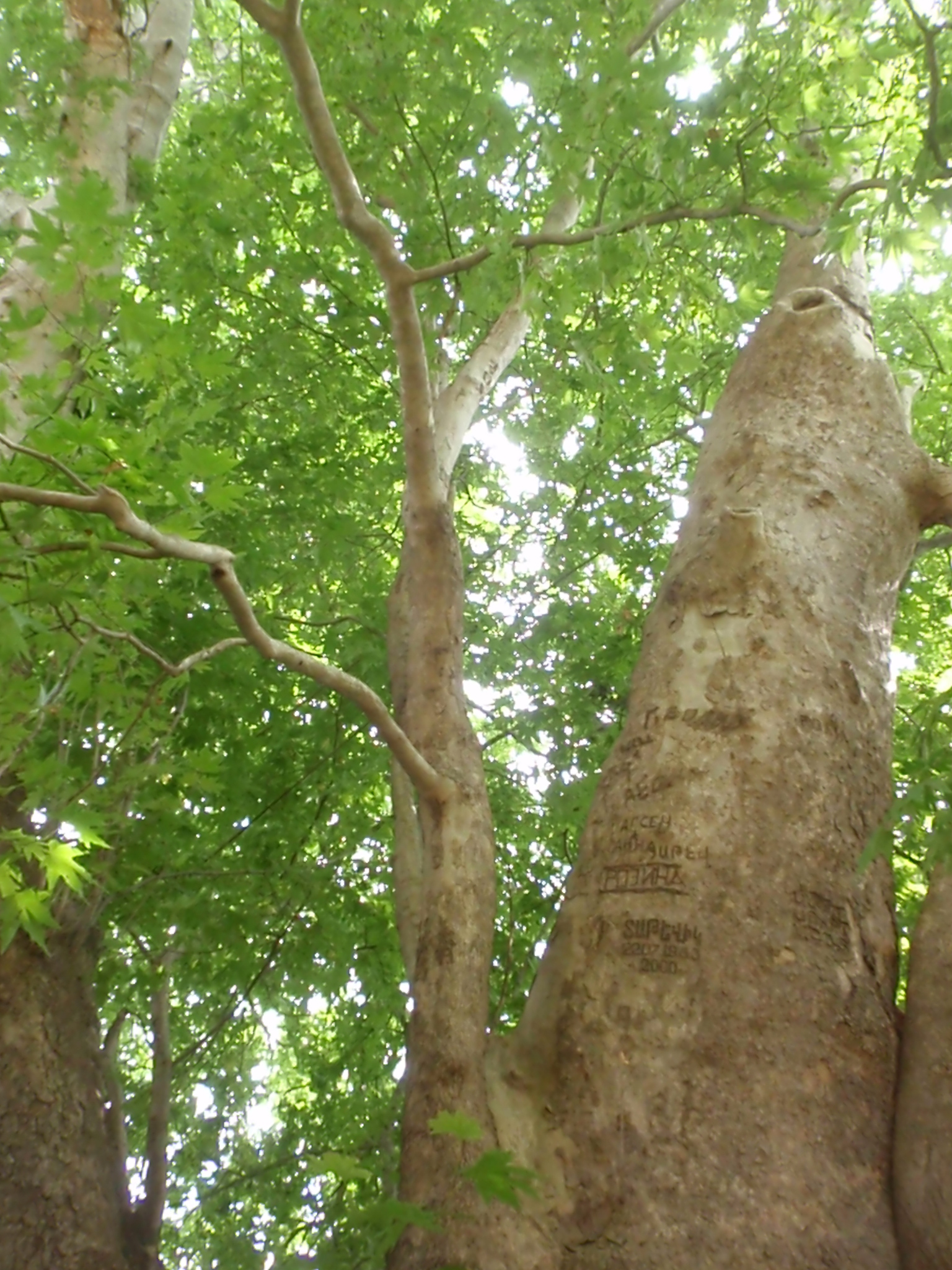